# Nouveau-Groenland méridional
Vous lisez un « bon article » labellisé en 2009.
« Groenland méridional » redirige ici.  Pour le sud du Groenland, voir Kujalleq.

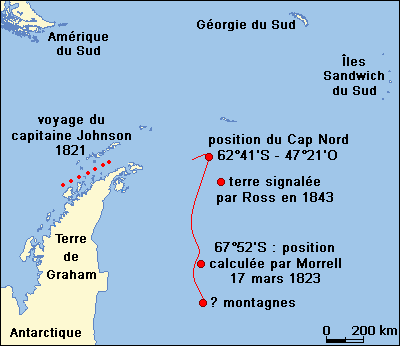
La ligne rouge montre les lieux rapportés par Benjamin Morrell de la côte du Nouveau-Groenland méridional (1823), et le 4e point montre « l'apparition » signalée par James Clark Ross en 1843. La ligne en pointillé désigne le trajet du capitaine Johnson en 1821.

Le Nouveau-Groenland méridional, ou Groenland méridional, appelé New South Greenland en anglais, est une terre fantôme consignée en mars 1823 par le capitaine américain Benjamin Morrell lors d'un voyage d'exploration et de chasse aux phoques en mer de Weddell, dans l'océan Austral, à bord de la goélette Wasp. Également connue sous le nom de terre de Morrell, ou Morrell’s Land en langue anglaise, elle est mentionnée dans son récit intitulé A Narrative of Four Voyages, écrit neuf ans plus tard : l'auteur y fournit les coordonnées précises mais aussi une description sommaire de cette terre qu'il aurait longée sur plus de 480 km.
Au moment du voyage de Morrell, la géographie de la mer de Weddell est approximative et ses côtes presque entièrement inconnues, ce qui rend plausible la découverte d'une terre. Toutefois, la réputation d'affabulateur dont souffre l'auteur et les erreurs manifestes dans le compte-rendu de son voyage mettent à mal sa crédibilité et sèment le doute quant à ses diverses revendications. Comme la zone est peu visitée à l'époque et la navigation difficile en raison du pack, l'existence de cette prétendue terre ne fit jamais l'objet d'une enquête sérieuse avant d'être catégoriquement démentie au cours des expéditions antarctiques du début du XXe siècle. En juin 1912, l'explorateur allemand Wilhelm Filchner cherche sans succès des signes de l'existence d'une terre, après que son navire Deutschland se bloque dans les glaces et dérive vers la région décrite par Morrell. Un sondage révèle que le fond de la mer y atteint une profondeur de plus de 1 500 m, donc sans terre qui puisse se trouver à proximité. Trois ans plus tard, pris au piège dans les mêmes eaux avec son navire Endurance, Ernest Shackleton réussit par des moyens similaires à confirmer l'inexistence du Nouveau-Groenland méridional.
Plusieurs explications possibles à l'erreur de Morrell ont été suggérées, y compris la tromperie intentionnelle. Cependant, Morrell décrit brièvement et prosaïquement cette terre, sans rechercher gloire ou crédit personnel pour sa découverte. Dans son récit, il attribue à Robert Johnson, son ancien capitaine, l'honneur d'avoir découvert et nommé la terre deux ans plus tôt. Morrell peut réellement s'être trompé, par un mauvais calcul de la position de son navire ou en oubliant certains détails en écrivant le compte-rendu, neuf ans plus tard. Mais il a aussi pu avoir commis la faute — fréquente — de confondre de lointains icebergs avec une terre, ou être induit en erreur par les effets d'un mirage. En 1843, l'explorateur James Clark Ross rapporte avoir vu une terre à proximité des observations de Morrell, terre dont l'inexistence sera elle aussi confirmée ultérieurement.

## Voyage duWasp, 1822-1823

### Première phase, de juin 1822 à mars 1823
Au début du XIXe siècle, la géographie de l'Antarctique est presque totalement inconnue, bien que des observations occasionnelles de terres aient été déjà enregistrées. En 1822, Morrell, qui avait navigué aux îles Sandwich du Sud l'année précédente est nommé commandant du Wasp pour un voyage d'une durée de deux ans de chasse aux phoques, de commerce et d'exploration dans les océans Austral et Pacifique. Outre ses fonctions de chasseur, Morrell obtient, comme il disait, « des pouvoirs discrétionnaires de poursuivre de nouvelles découvertes ». Il propose de les employer pour étudier les mers antarctiques « et de vérifier la possibilité […] de pénétrer jusqu'au pôle Sud ». Ce sera le premier des quatre grands voyages qui garderont Morrell en mer pratiquement huit années, bien qu'il ne retourne pas en Antarctique lors des voyages suivants.

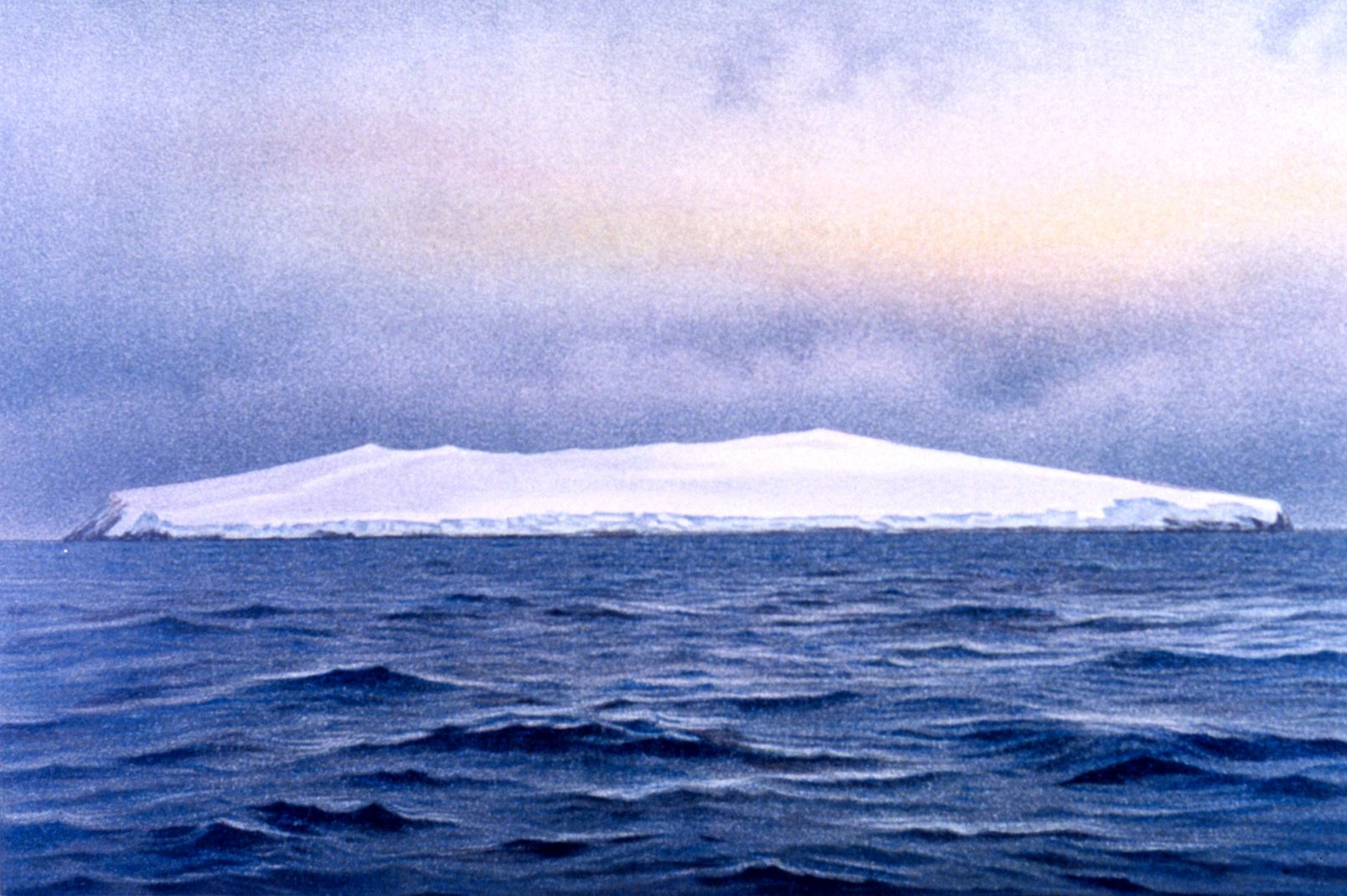
Île Bouvet, que Morrell déclare avoir aperçue le 6 décembre 1822.

Le Wasp prend la mer au départ de New York, en direction du sud, le 22 juin 1822. L'expédition atteint les îles Malouines à la fin du mois d'octobre, après quoi Morrell passe seize jours à chercher sans succès d'inexistantes îles Aurora,, avant de se diriger vers la Géorgie du Sud où le bateau jette l'ancre le 20 novembre. Le relèvement de ce mouillage, tel que Morell en fait état dans son compte-rendu, est manifestement erroné, puisqu'il le situe en pleine mer à environ 97 km au sud-ouest du littoral de l'île. Le Wasp se dirige ensuite vers l'est pour chasser le phoque et, selon Morrell, atteint la lointaine île Bouvet le 6 décembre, trouvant cette île insaisissable avec ce que l'historien William James Mills appelle une « facilité improbable ». La description de Morrell des caractéristiques physiques de l'île est, toujours selon Mills, « peu fiable », car il omet de mentionner la plus singulière caractéristique de l'île : elle est couverte d'une couche de glace permanente,. Il tente alors de mener le bateau vers le sud, mais, atteignant la glace épaisse aux environs du 60e parallèle sud, il fait cap au nord-est vers les îles Kerguelen où il jette l'ancre le 31 décembre,.
Après plusieurs jours d'exploration et de chasse aux phoques de toute évidence fructueuse, le Wasp quitte les îles Kerguelen le 11 janvier 1823, naviguant sud et ouest, pour noter sa position la plus à l'est à 64° 52′ S, 118° 27′ E le 1er février,. De ce point, conformément à son propre compte rendu, Morrell décide de profiter de forts vents venant de l'est, et fait un rapide passage à l'ouest pour revenir au méridien de Greenwich (0°). Son compte-rendu fournit peu de détails mais indique qu'une distance de plus de 5 600 km a été couverte en 23 jours,. La crédibilité d'un voyage si rapide et direct dans des eaux infestées de glaces flottantes est largement mise en cause, notamment du fait que Morrell indique les latitudes sud relevées au cours de cette navigation, et qu'elles s'avèreront plus tard comme étant d'au moins 160 km à l'intérieur du continent,. Le 28 février, le Wasp atteint l'île Candlemas aux îles Sandwich du Sud. Après quelques jours passés à la recherche de combustible pour alimenter les poêles du navire, le Wasp navigue en direction du sud le 6 mars, dans la région qui sera plus tard connue sous le nom de la mer de Weddell,. Trouvant la mer remarquablement libre de glace, Morrell progresse jusqu'à la latitude 70° 14' S avant de venir au nord-ouest, le 14 mars. Cette retraite, dit Morrell, est due au fait que le navire est à court de combustible ; par ailleurs, il prétend, dans ces eaux libres, qu'il aurait pu mener le navire jusqu'au 85e parallèle sud ou peut-être même jusqu'au pôle lui-même. Ces mots sont très similaires à ceux utilisés par l'explorateur britannique James Weddell pour décrire ses propres expériences dans la même région, un mois plus tôt, ce qui conduit les historiens à penser que Morrell aurait pu plagier le compte-rendu fait par Weddell de sa propre expédition, puisque celui-ci avait été publié entre-temps.

### Observation de la terre

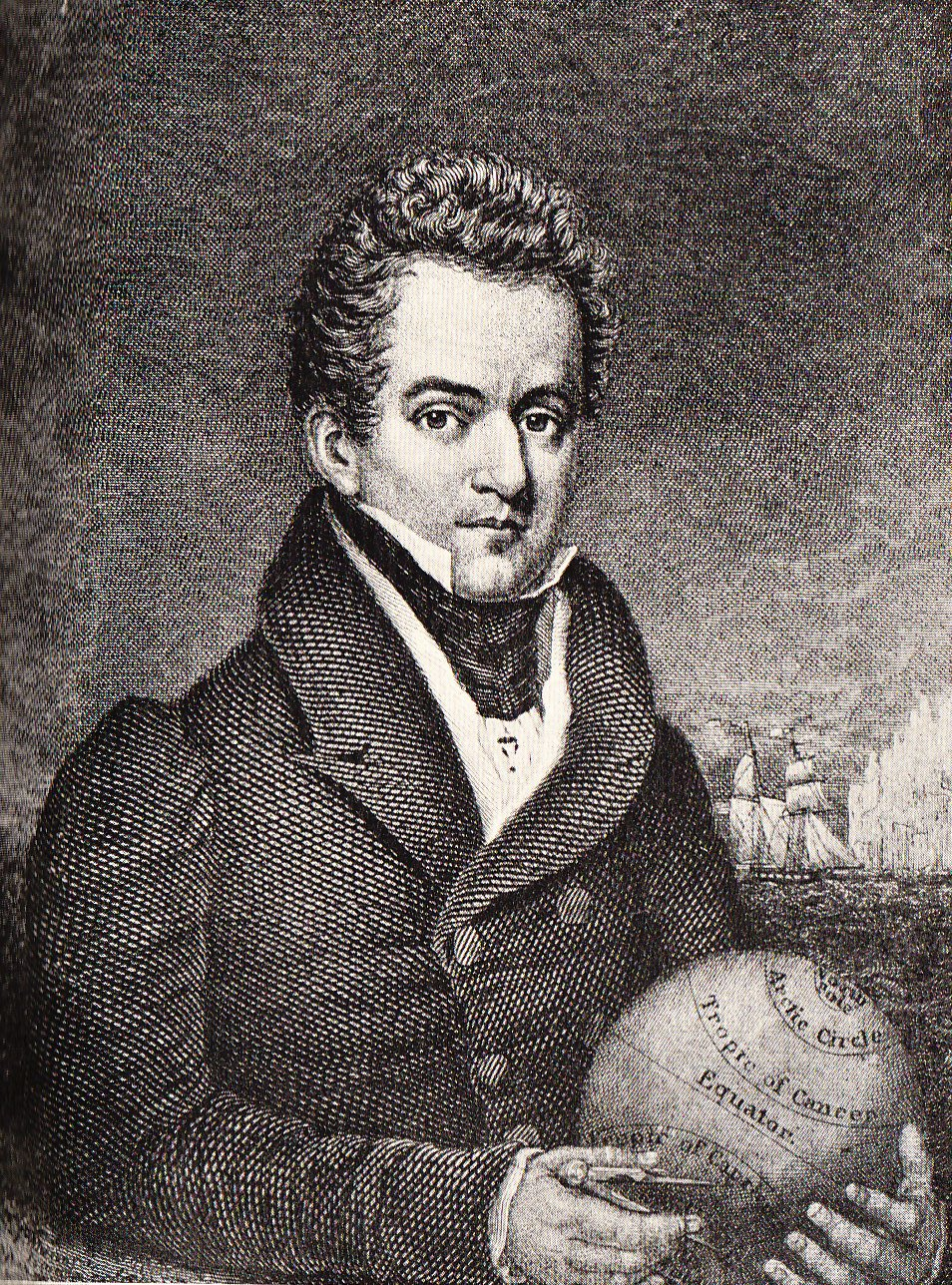
Le capitaine Benjamin Morrell.

À quatorze heures le jour suivant, pendant que le Wasp naviguait vers le nord-est dans la mer qui sera nommée plus tard mer de Weddell, Morrell note : « la terre a été aperçue du nid-de-pie, vers l'ouest, à trois lieues de distance », soit environ quatorze kilomètres. Son compte-rendu se poursuit : « À quatre heures et demie, nous étions près de la terre à laquelle le capitaine Johnson a donné le nom de Nouveau-Groenland méridional »,,. En effet, Robert Johnson, un ancien capitaine du Wasp, avait fait un voyage d'exploration le long de la côte ouest de la péninsule Antarctique en 1821, la nommant « New South Greenland »,. La référence de Morrell à Johnson indique qu'il considérait la terre qu'il voyait comme la côte est de la péninsule, dont le caractère géographique et les dimensions étaient alors inconnus. Morrell décrit la poursuite des activités de chasse au phoque le long de cette côte durant le reste de la journée. Le lendemain matin, la chasse reprend et le navire progresse lentement vers le sud ; il continue ainsi jusqu'à ce que Morrell décide d'arrêter « en raison de la pénurie d'eau et [parce que] la saison [était] bien avancée ». Les montagnes de neige qu'il observe semblent avoir été à près de 120 km plus au sud.
Morrell met le cap au nord alors qu'il se trouve à 67° 52' S, 48° 11' O, selon son calcul du point. Trois jours plus tard, le 19 mars, le navire croise ce qu'il estime être le cap Nord de la terre, à 62° 41' S, 47° 21' O. « Cette terre abonde en oiseaux océaniques de toutes sortes », écrit Morrell. Il note également la présence de près de 3 000 éléphants de mer. À dix heures, le Wasp fait « [ses] adieux aux côtes sans joie du Nouveau-Groenland méridional » ; il n'y aura pas d'autre mention de ce long voyage dans le compte-rendu. Le Wasp fait voile pour la Terre de Feu, puis à travers le détroit de Magellan dans l'océan Pacifique, atteignant Valparaíso, au Chili, le 26 juillet 1823.
Dès la première navigation de l'océan Austral au XVIe siècle, des terres qui devaient par la suite s'avérer inexistantes sont signalées dans ces eaux. L'historien du Pôle Robert Headland du Scott Polar Research Institute propose différentes raisons pour expliquer ces fausses observations, qui vont de l'« excès de rhum » à l'invention de canulars visant à attirer les navires rivaux loin des bonnes zones de chasse. Une autre raison est le fait que certains icebergs peuvent transporter des roches et autres débris glaciaires, qui, plus ou moins sales, peuvent les faire prendre pour une terre. Il est également possible (bien que peu plausible) que certaines de ces terres aient existé, mais aient disparu à la suite de phénomènes volcaniques. D'autres observations peuvent être de véritables terres, mal situées en raison de la défaillance du chronomètre, de conditions météorologiques défavorables ou simplement par incompétence.

## Recherches de la terre de Morrell

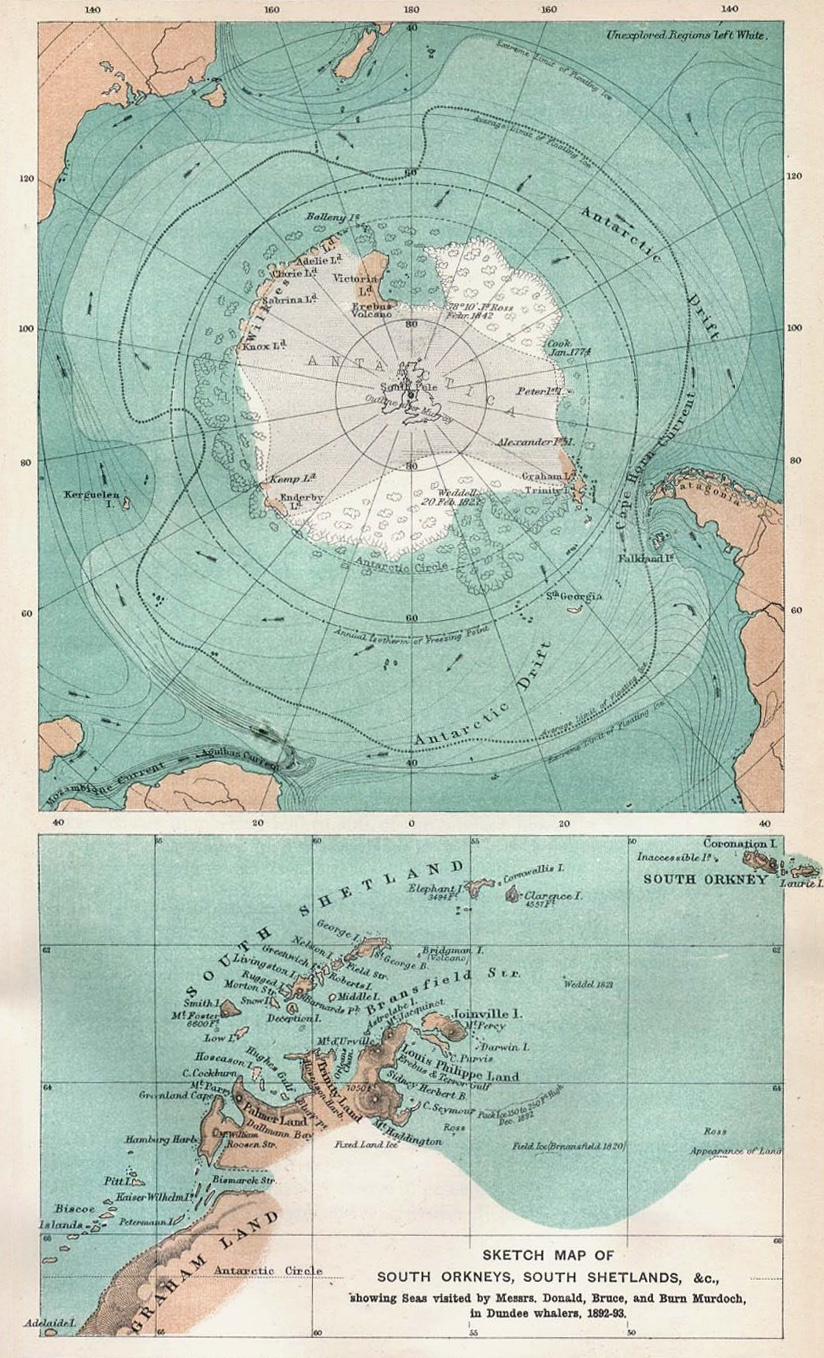
Cartes de l'Antarctique datant de 1894, montrant la faible connaissance de la géographie de l'Antarctique, 70 ans après Morrell. La carte inférieure indique la Ross's Appearance, mais pas le Nouveau-Groenland méridional.

Des doutes sont exprimés quant à l'existence du New South Greenland, ce « Nouveau Groenland du Sud », lorsqu'en 1838, l'explorateur français Jules Dumont d'Urville navigue tout près de la position du « cap nord » de Morrell, mais ne rencontre aucune terre. Ces éléments de preuve et la nature générale du compte-rendu de Morrell — ses erreurs et sa réputation d'être un fanfaron « aussi grand […] que n'importe quel héros de roman autobiographique » selon les termes du géographe britannique Hugh Robert Mill, conduisent par la suite de nombreux géographes à ignorer ses revendications. Ce scepticisme est resté, même après que Sir James Clark Ross a mentionné une terre en 1843, non loin de la prétendue observation de Morrell. L'observation d'un navigateur renommé comme Ross est parfois présentée comme « un soutien aux déclarations de Morrell »,. Il n'y a pas eu d'autres navigations dans la mer de Weddell jusqu'en 1903, lorsque l'expédition Scotia de William Speirs Bruce arriva à 74° 1' S, mais dans un secteur de la mer éloigné des observations de Morrell ou de Ross. Bruce est, cependant, généralement bien disposé à l'égard de Morrell et écrit que son observation ne devait pas être rejetée jusqu'à ce qu'elle soit absolument démentie.
La première recherche pour déterminer l'existence du Nouveau-Groenland méridional a lieu dans le cadre de l'expédition Filchner, menée entre 1911 et 1913, sous le commandement de l'allemand Wilhelm Filchner. Le navire de l'expédition est piégé dans le pack, alors que son équipage tente d'établir une base à terre en baie de Vahsel. Sa dérive ultérieure vers le nord-ouest l'amène, à la mi-juin 1912, à 60 km à l'est de l'observation de Morrell. Filchner quitte le navire le 23 juin et, avec deux compagnons et des provisions suffisantes pour trois semaines, se déplace en direction de l'ouest à travers le pack pour rechercher la terre. La lumière est limitée à deux ou trois heures par jour et les températures chutent à -35 °C, rendant le voyage difficile. Dans ces conditions, le groupe couvre 50 km en faisant souvent des observations. Il ne trouve aucun signe de terre, une sonde passée à travers la glace atteint une profondeur de 1 600 m avant que la ligne ne casse. Cette profondeur confirme qu'il n'y avait pas de terres dans les environs. Filchner conclut que ce qui avait été vu par Morrell était un mirage.
Le 17 août 1915, le navire de l'expédition Endurance d'Ernest Shackleton, pris au piège dans la glace comme celui de Filchner trois ans plus tôt, dérive à partir d'un point à 16 km environ à l'ouest de la position de Morrell. À cet endroit, la sonde enregistre une profondeur près de 3 000 m. Shackleton écrit ensuite : « Je suis arrivé à la conclusion que la Terre de Morrell doit être ajoutée à la longue liste des îles des côtes du continent Antarctique [qui trouvent leur explication] dans les icebergs ». Le 25 août, un autre sondage à 3 500 m donne à Shackleton une preuve supplémentaire de l'inexistence du Nouveau-Groenland méridional.
Bien que les enquêtes et observations de Filchner et Shackleton soient acceptées comme des preuves concluantes que le Nouveau-Groenland méridional était un mythe, il restait la question du signalement par James Clark Ross d'une terre située vers 65° S, 47° W. La réputation de Ross est suffisante pour que cette possibilité soit prise au sérieux et que sa prétendue observation soit enregistrée sur les cartes de l'Amirauté. En 1922, Frank Wild, qui a conduit l'expédition Shackleton-Rowett à bord du Quest après la mort au début de l'expédition de Shackleton, enquête sur l'observation de Ross. Rien n'est vu, même si le pack empêche d'atteindre l'endroit exact. Une sonde à 64° 11′ S, 46° 04′ O révèle près de 4 300 m de fond, montrant qu'aucune terre ne pouvait se trouver à proximité.

## Avis et théories

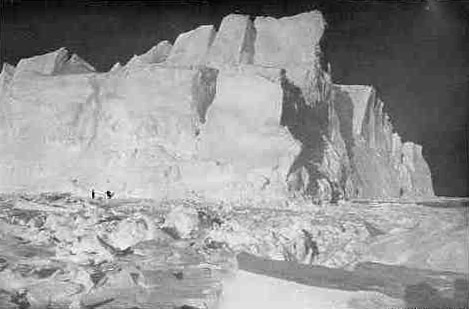
Iceberg de la mer de Weddell dans la région du 'Nouveau-Groenland méridional, lors de l'expédition Endurance en août 1915. Ernest Shackleton observe que les icebergs donnent des apparences trompeuses de terres.

Selon William James Mills, Morrell a la réputation parmi ses contemporains d'être « le plus grand menteur de l'océan Austral »,. Mills dit du voyage de Morrell vers l'ouest, en partant de son avancée maximum vers l'est, « impossible […] incroyablement rapide, indépendamment même du fait qu'il se situe au sud de la côte pour une grande partie du trajet ». À la recherche d'une explication, Mills suggère qu'il peut ne pas avoir eu accès au journal de bord, puisque le compte-rendu de Morrell est écrit neuf ans après le voyage, et, partant de cela « s'est senti contraint d'inventer des détails qui semblaient plausibles » afin de soutenir son récit. Cela expliquerait la profusion d'erreurs de relèvement et de calendrier.
Hugh Robert Mill, écrivant en 1905, avant que l'inexistence du Nouveau-Groenland méridional ne soit prouvée de façon concluante, se réfère à la « pure absurdité » de certains des incidents décrits dans le compte-rendu de Morrell, et conclut que, en raison des bévues de Morrell, et de son habitude de faire siennes les expériences d'autrui, toutes ses déclarations doivent être « réfutées ». Néanmoins, il admet qu'« un homme peut être ignorant, vantard et confus, mais avoir fait tout de même du travail solide »,. Le géographe canadien Paul Simpson-Housley adopte une approche plus compatissante. Bien que sceptique quant à la plus grande partie du compte-rendu de Morrell, Simpson-Housley suggère que les vitesses revendiquées pour le voyage à l'ouest, certes rapides, ne sont pas impossibles. Il estime que le « point le plus au sud » revendiqué dans la mer de Weddell, signalé par Mill, est tout à fait plausible, étant donné que James Weddell navigua quatre degrés plus au sud, juste un mois plus tôt.
Une autre personne tendant à défendre l'intégrité de Morrell est l'écrivain Rupert Gould, qui écrit un long essai sur le Nouveau-Groenland méridional dans la collection Enigmas, publié en 1929. L'hypothèse selon laquelle l'observation du Nouveau-Groenland méridional est tout simplement inventée par Morrell est rejetée, principalement en raison du peu d'importance accordé à la découverte dans le compte-rendu de Morrell de 500 pages. Gould écrit : « Si Morrell souhaitait acquérir une réputation imméritée d'explorateur de l'Antarctique, on pourrait penser qu'il aurait trouvé un meilleur moyen que d'enterrer ses pièces justificatives, après les avoir forgées de toutes pièces, dans un recoin quelconque d'un livre si volumineux »,. Dans les quelques pages consacrées à l'Antarctique, le compte-rendu de Morrell concernant sa découverte est bref et en donne le crédit au capitaine Johnson, deux ans plus tôt, plutôt qu'à lui-même.

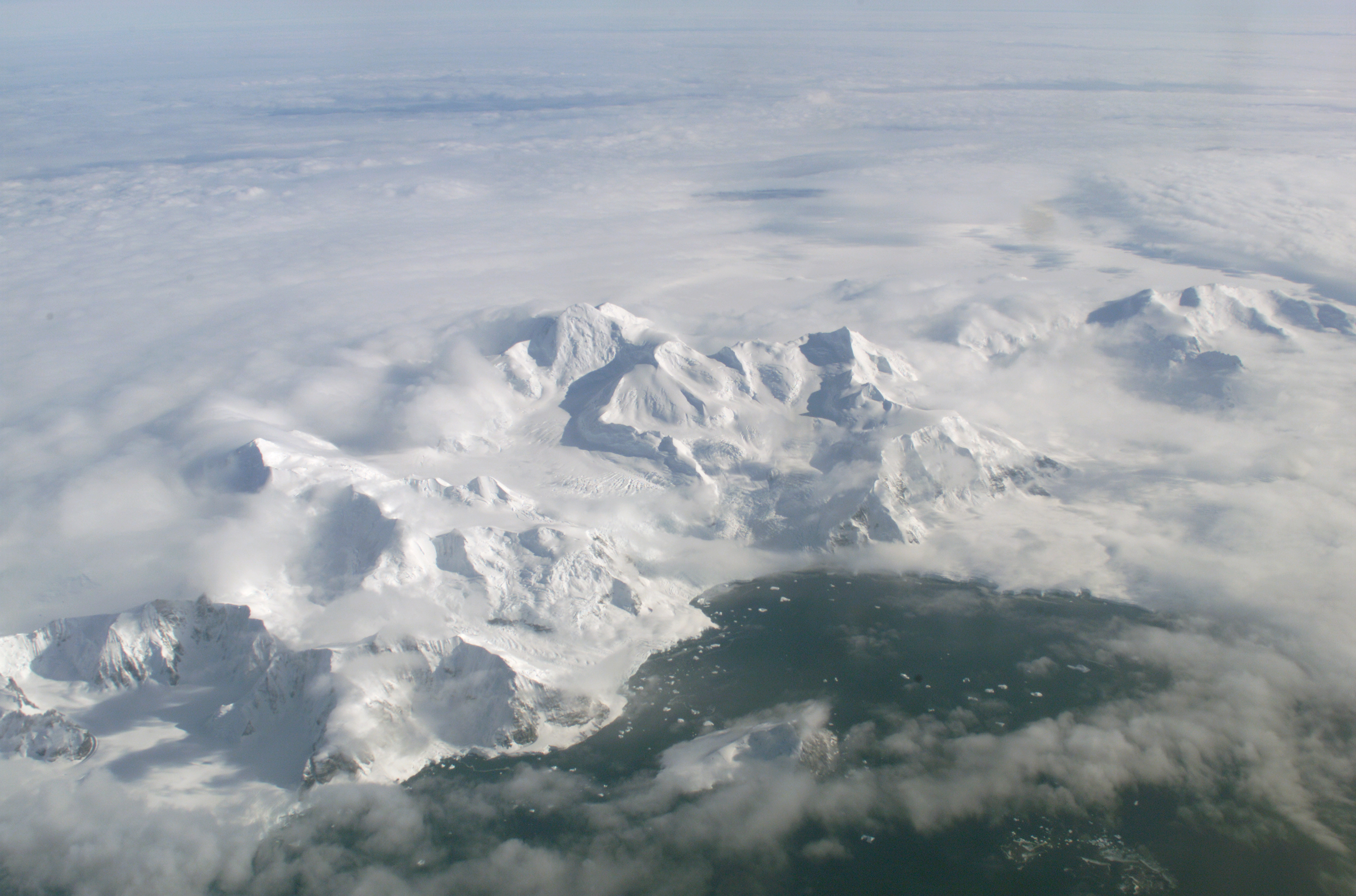
La barrière de Larsen, sur la côte est de la péninsule Antarctique.

Gould examine également la possibilité que ce que Morrell aperçoit soit effectivement la côte est de la Terre de Graham, la prétendue « côte de Foyn », en dépit de ce que sa position soit 14° plus à l'ouest que celle de l'observation du Nouveau-Groenland méridional. À l'appui, Gould affirme que la péninsule de la côte correspond très étroitement à la portion de littoral décrite par Morrell. Cette hypothèse suppose que Morrell ait mal calculé la position du navire, peut-être parce qu'il n'avait pas le chronomètre indispensable au calcul précis du point. Dans son compte-rendu, Morrell écrit « [qu'il était] dépourvu des différents instruments nautiques et mathématiques », mais d'autres parties de son récit mentionnent clairement que la navigation à l'estime pratiquée occasionnellement était l'exception à la règle. De toute manière, une erreur longitudinale de 14° est très importante, ainsi que la distance d'environ 560 km de la côte de Foyn qui semble trop grande pour avoir été couverte en dix jours de voyage depuis les îles Sandwich du Sud, où la position du navire est relevée avec précision. Pourtant, Gould maintient que l'examen des preuves montre que ce que Morrell a vu était la côte de Foyn.

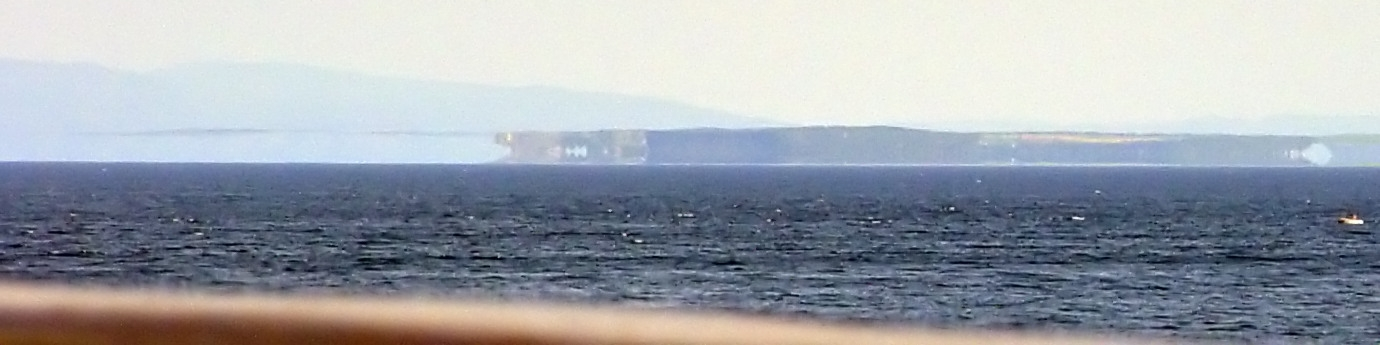
Une Fata Morgana aperçue en 2005 sur la côte norvégienne.

L'idée de Filchner que la prétendue observation du Nouveau-Groenland méridional pourrait être expliquée par un mirage est reprise par Paul Simpson-Housley. Il suggère que Morrell et son équipage ont vu un « mirage froid ». Une forme de « mirage froid », illusion d'optique appelée Fata Morgana, fausse la perception des côtes plates lointaines ou des icebergs, à la fois verticalement et horizontalement, de sorte que peuvent apparaître de hautes falaises et d'autres reliefs tels que des sommets montagneux et des vallées. Dans son compte-rendu d'expédition South, publié en 1919, Ernest Shackleton donne une description d'une Fata Morgana observée le 20 août 1915, alors que son navire Endurance dérivait d'ailleurs à proximité de la position enregistrée du Nouveau-Groenland méridional : « Le pack lointain se dresse en hautes barrières semblables à des falaises, qui se reflètent dans les lacs bleus et les passages navigables à leur base. De grandes cités blanches et dorées d'allure orientale disposées en ordre serré en haut de ces falaises signalent de lointains icebergs. […] Les lignes montent et descendent, tremblent, se dissipent, et réapparaissent dans une interminable transformation »,.

## Les retombées de l'expédition
Les quatre voyages de Morrell se terminent finalement le 21 août 1831, avec son retour à New York,. Il écrit ensuite son Narrative of Four Voyages, qui est publié l'année suivante. Il tente de reprendre sa carrière de marin, demandant un emploi à la société de transport maritime Enderby Brothers, basée à Londres, mais sa réputation le précède et il est rejeté. Charles Enderby déclare publiquement qu'« il a tellement entendu parler de lui qu'il se croit incapable de prendre le moindre engagement à son égard »,. Morrell cherche également à se joindre à l'expédition Dumont d'Urville en mer de Weddell, en 1837, mais ses services sont à nouveau refusés.
Il serait mort en 1839 ; son souvenir est commémoré par l'île Morrell (59° 27′ S, 27° 19′ O), aussi appelée île Thule, dans le sud du sous-groupe de Thule des îles Sandwich du Sud. Robert Johnson, qui inventa le nom de Nouveau-Groenland méridional, disparaît avec son navire en 1826, alors qu'il explorait les eaux de l'Antarctique, dans les environs de ce qui sera plus tard connu sous le nom de la mer de Ross,.